# Lido de Venise
Pour les articles homonymes, voir Lido.
Le Lido de Venise (en italien : Lido di Venezia) est un fin cordon littoral qui s’étire sur une douzaine de kilomètres entre la lagune de Venise et la mer Adriatique dans la région de Vénétie en Italie du nord.

## Géographie
Le Lido s’étend entre le port de San Nicolò et le port de Malamocco, relié à la cité de Venise et la terre ferme par liaisons fluviales ferry-boat et vaporetti. C’est une des rares îles de la lagune où des routes carrossables sont présentes.

## Le cordon littoral
La lagune de Venise comprend, du nord au sud, le Lido de Jesolo, Cavallino-Treporti, le Lido de Venise, Pellestrina, Sottomarina et Isola Verde.

## Histoire, art et culture

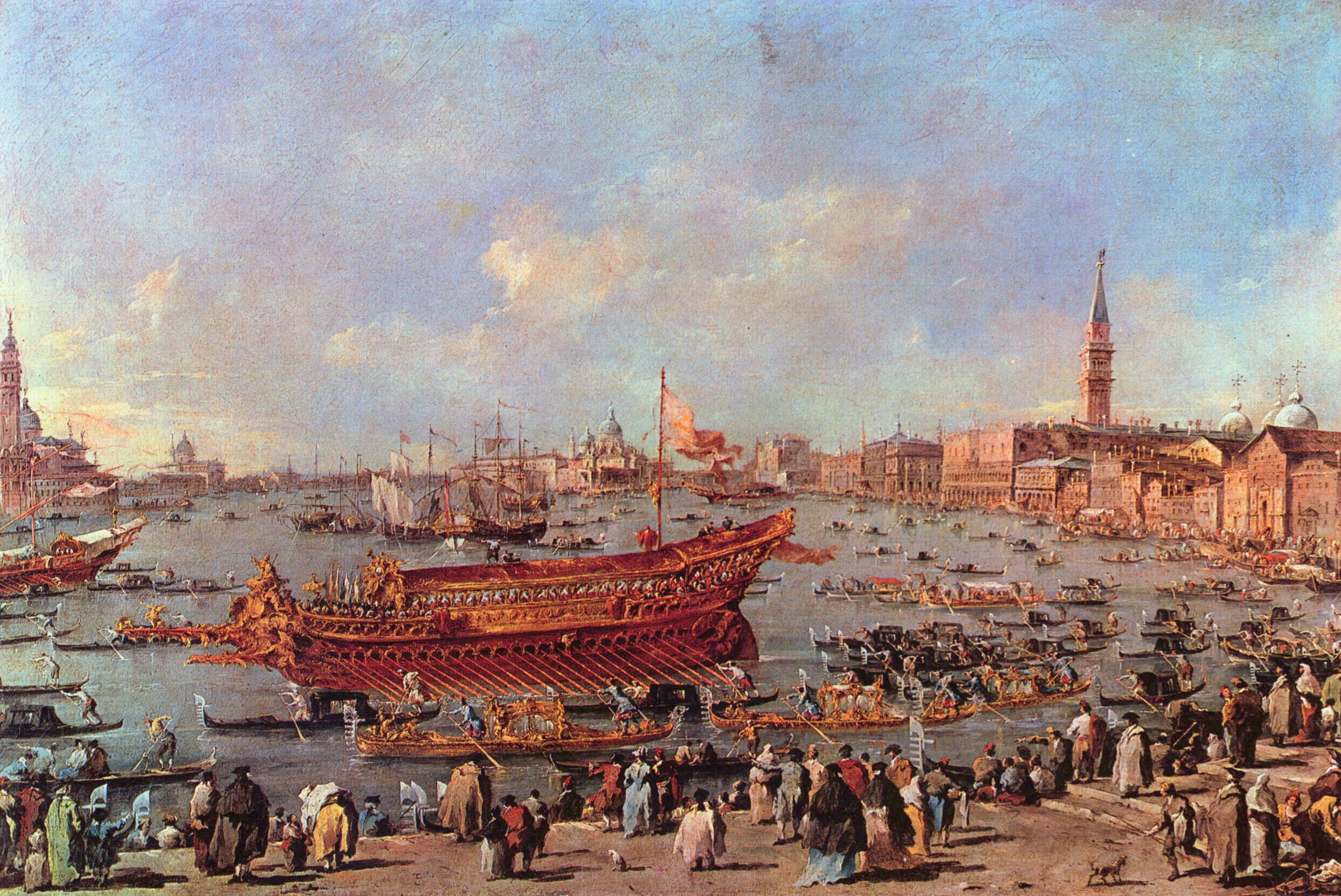
Le Départ du Bucentaure vers le Lido de Venise, le jour de l'Ascension, 1766-1770
Musée du Louvre Paris

L’île est caractérisée par des constructions du XVIIIe siècle, telles que les « murazzi », œuvres de défense de la lagune contre la mer, qui s’étendent presque jusqu’à l’esplanade du Casino et du Palais du Cinéma.
L'île est aussi le lieu où fut construit dans les années 1930, le Palais du Cinéma où la Biennale de Venise organise, entre autres événements culturels, le concours international d’art cinématographique de Venise.
Vers le centre de l’île, l’architecture s’enrichit d’édifices de style « liberty » et de zones de verdure telles que le Granviale, la rue large et arborée qui traverse l’île perpendiculairement et qui possède plusieurs édifices et hôtels du XIXe siècle.
De l’esplanade, depuis le monument aux morts de la Première Guerre mondiale, la Riviera San Nicolò est une longue allée qui longe la lagune et mène jusqu’à San Nicolò, où se trouve la plus grande fortification de l’île et l’église reconstruite au XVIIe siècle. C’est à cet endroit que le jour de l'Ascension est toujours célébré lors de la « fête de la Sensa ».
À côte de l’église, le cimetière israélite de 1389, restauré, est visitable. Sur la partie opposée, une autre large allée longe la mer sur toute la longueur de l’île.

## La plage
La plage du Lido doit sa renommée aux dunes naturelles de sable fin et doré, ainsi qu’à son eau claire et calme, protégée par les deux digues de San Nicolò au nord et d’Alberoni au sud, et aux autres digues intermédiaires perpendiculaires au cordon littoral.
Le Grand Hôtel des Bains, anciennement destination à la mode, est à l'abandon depuis le début des années 2010. Construit par les frères Raffaello et Francesco Marsich, il fut inauguré le 5 juillet 1900. L'hôtel fut le décor du roman La Mort à Venise de Thomas Mann (1912) et du film homonyme de Luchino Visconti (1971).

## Le port
Au nord se trouve le port du Lido, large de 800 m et profond de 12 m, qui sépare l’île de celle de Cavallino-Treporti. Le canal, voix d’accès au port de Venise, est en cours de travaux de défense contre les marées dans le cadre du Projet Mose (projet très contesté pour son inefficacité et impact sur la nature).
Au sud se trouve le port de Malamocco, voie d’accès des gros navires et pétroliers vers le port de Marghera et Mestre (Venise).
- San Nicolò, port de départ/arrivée ferry-boat de/pour la terre ferme
- S.Maria Elisabetta, port de départ/arrivée des bateaux de/pour Venise et la terre ferme
- Città Giardino
- Ca'Bianca
- Malamocco
- Isola degli Alberoni
- Faro Rocchetta, port de départ/arrivée bateaux de liaison pour l'île de Pellestrina et pour Chioggia

"
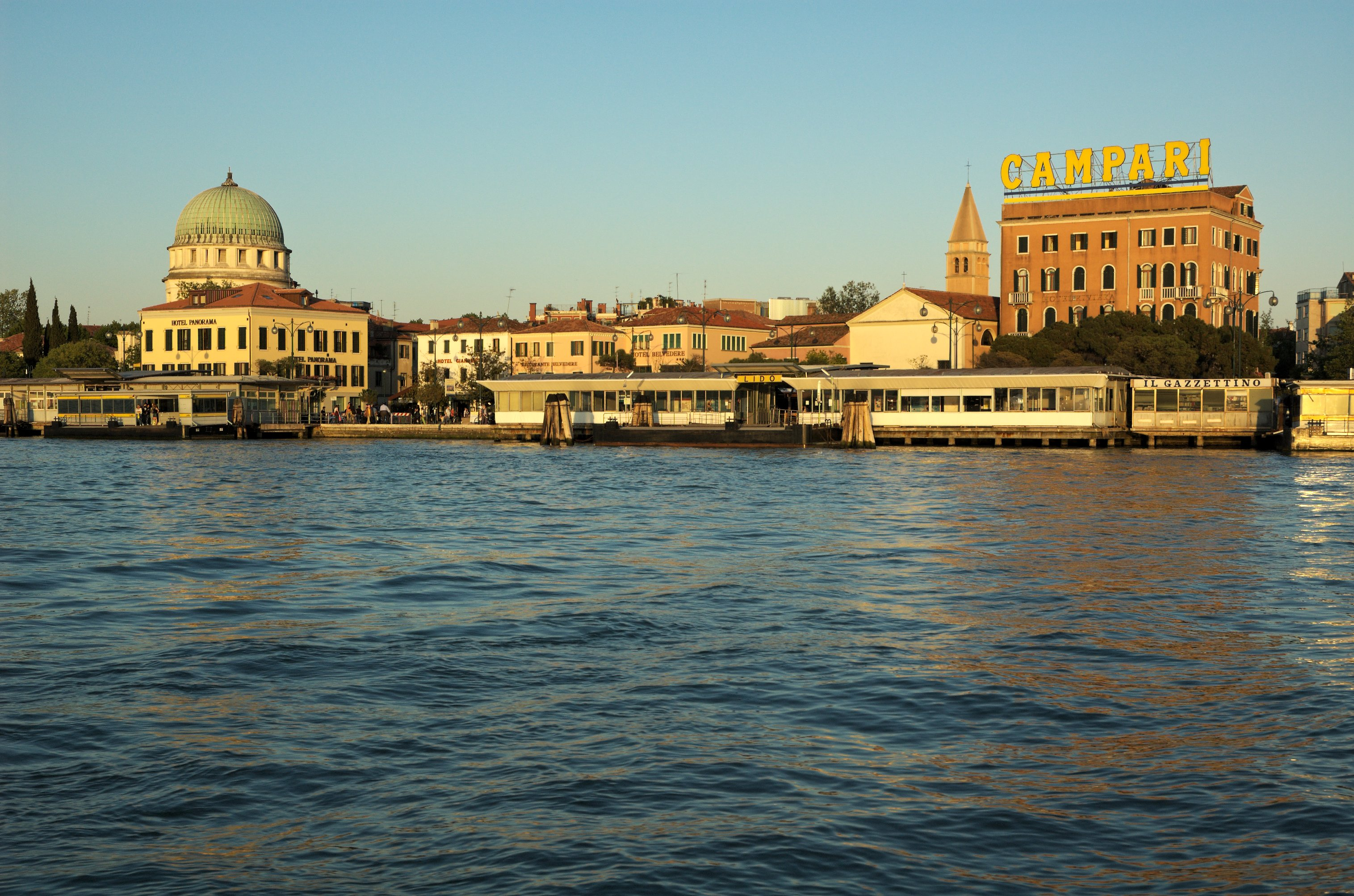
Le terminal des vaporetti vu de la lagune de Venise.
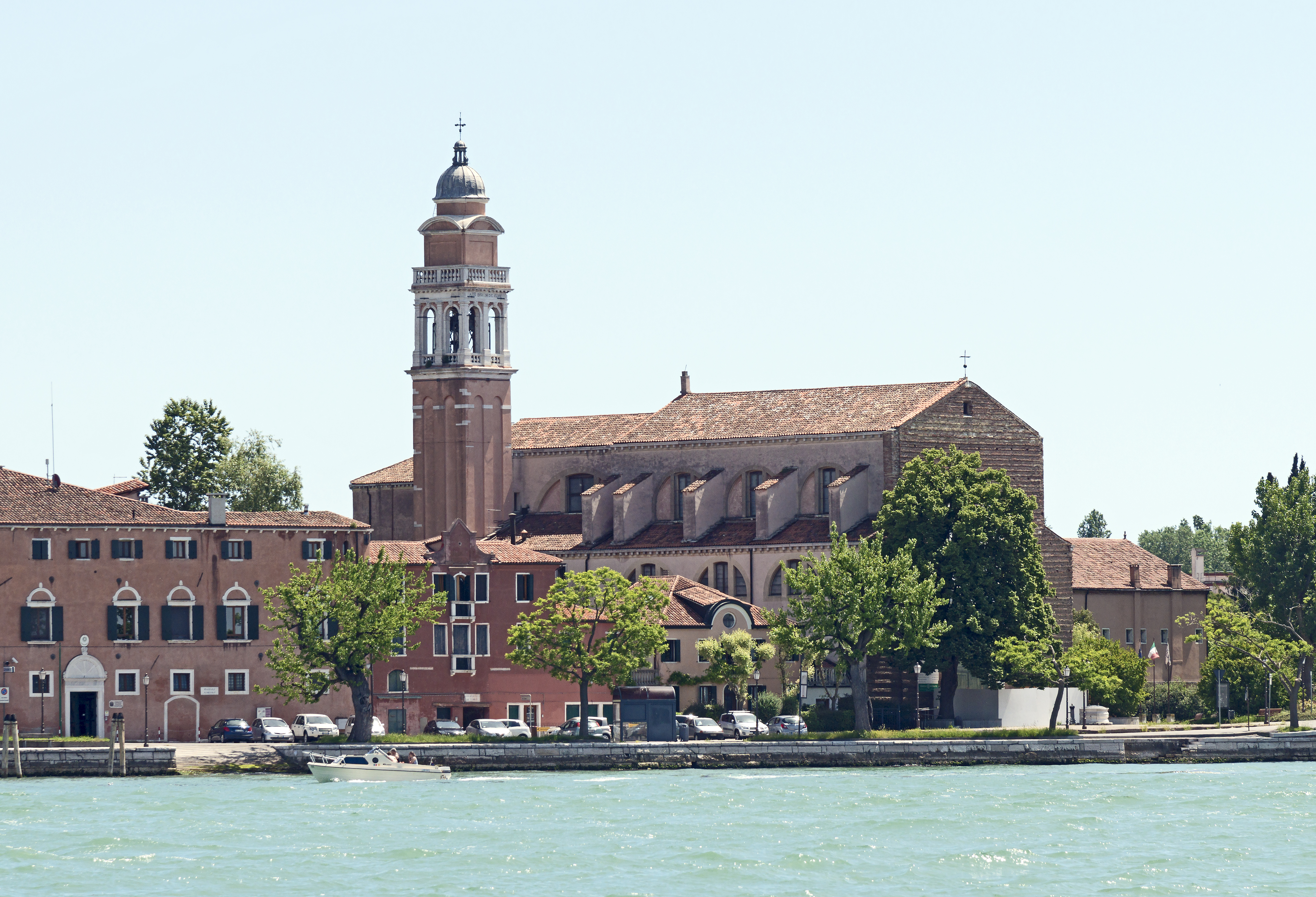
L'église de San Nicolò.
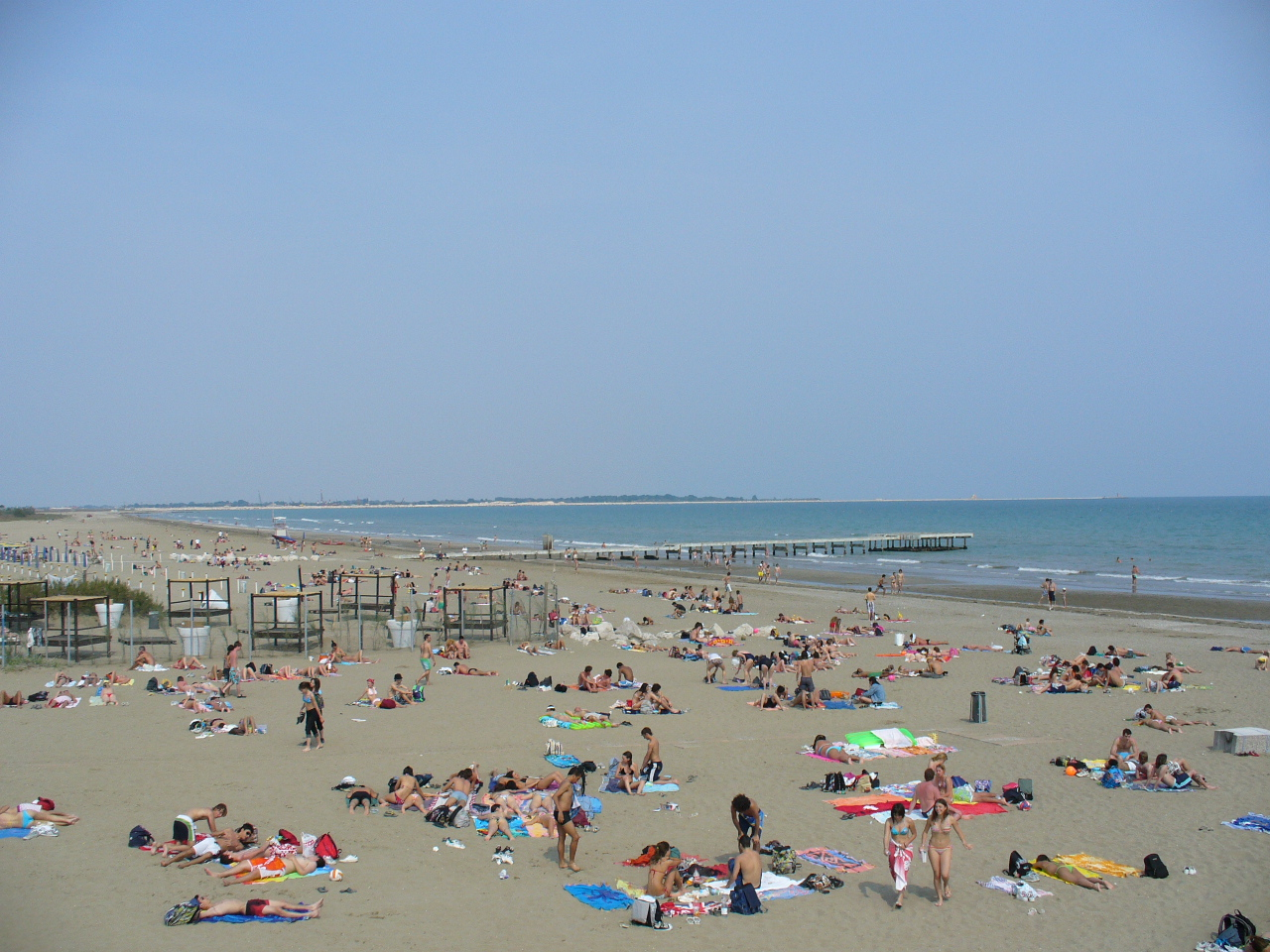
Plage du Lido.
Faro Rocchetta (Alberoni).
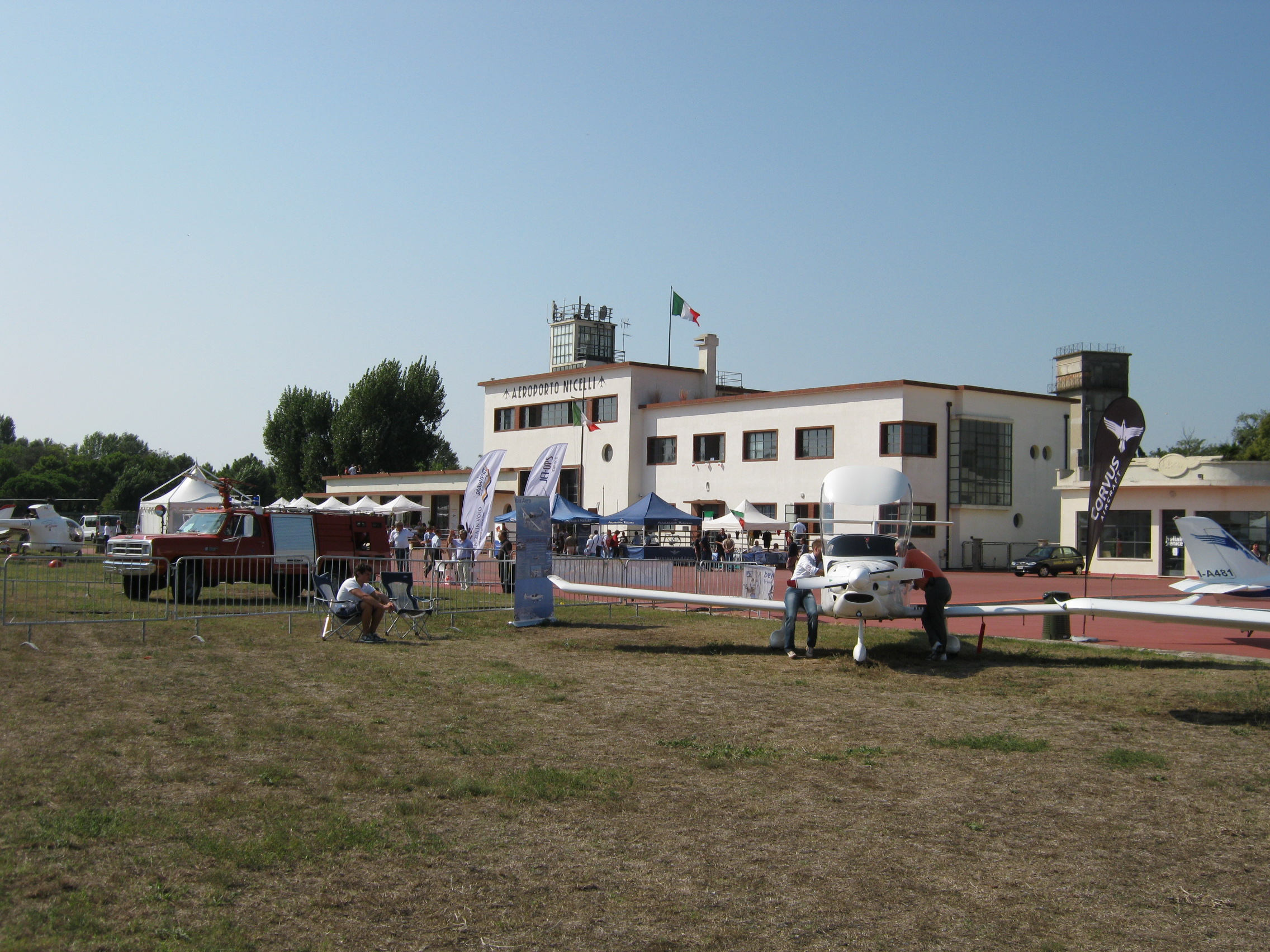
Aérodrome Nicelli.
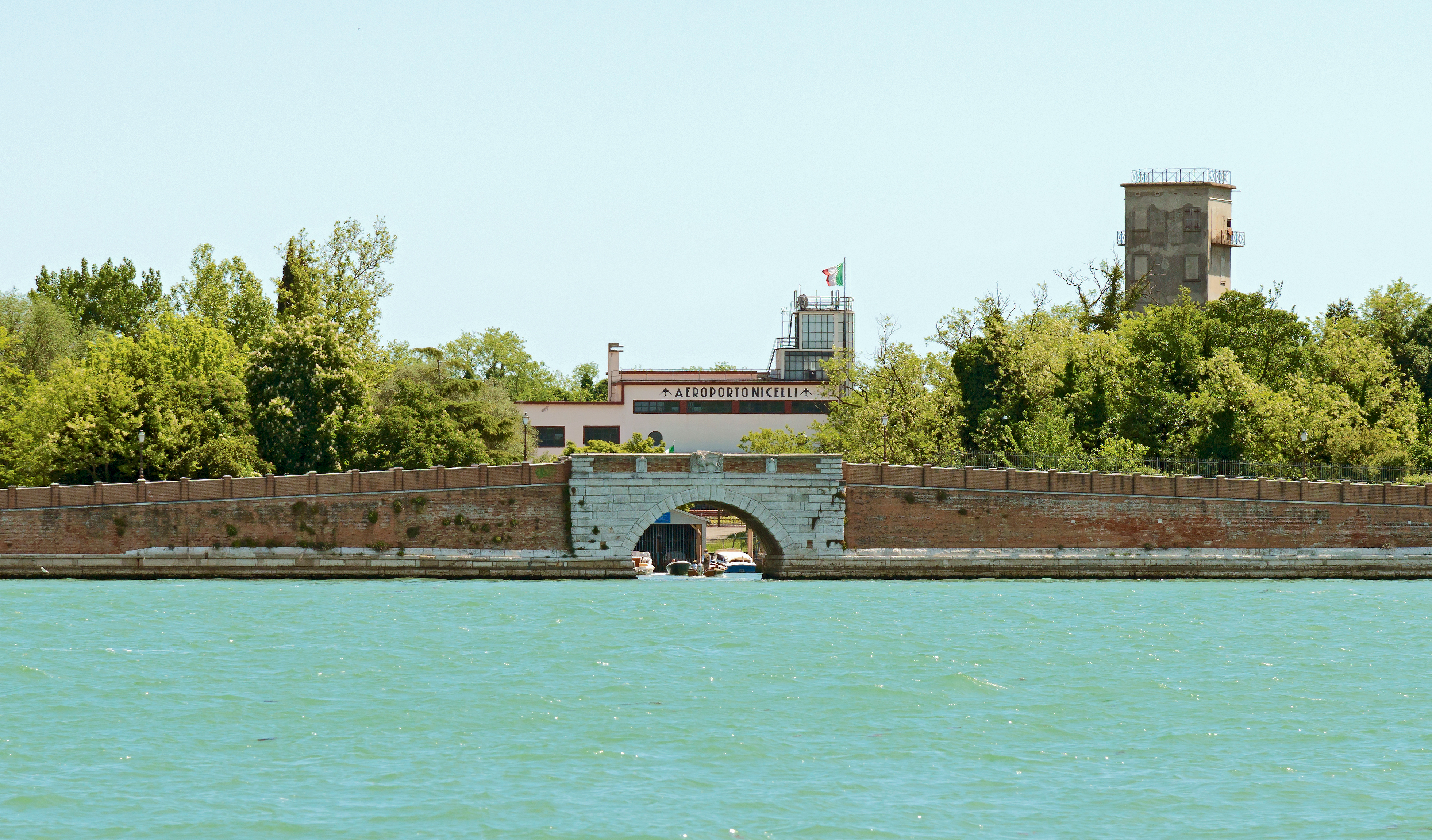
Le pont sur le rio Nicelli.
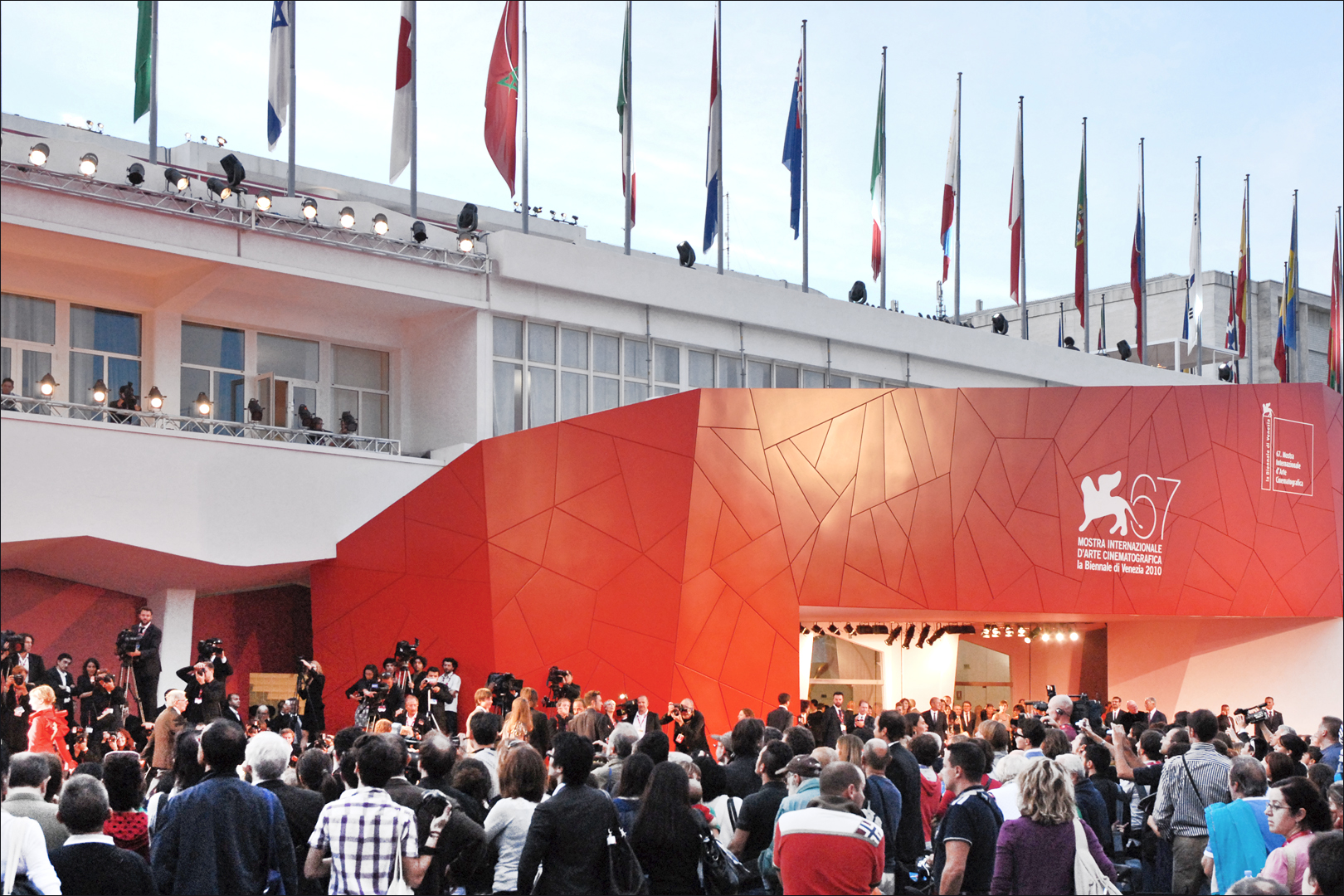
Palais du Cinéma.
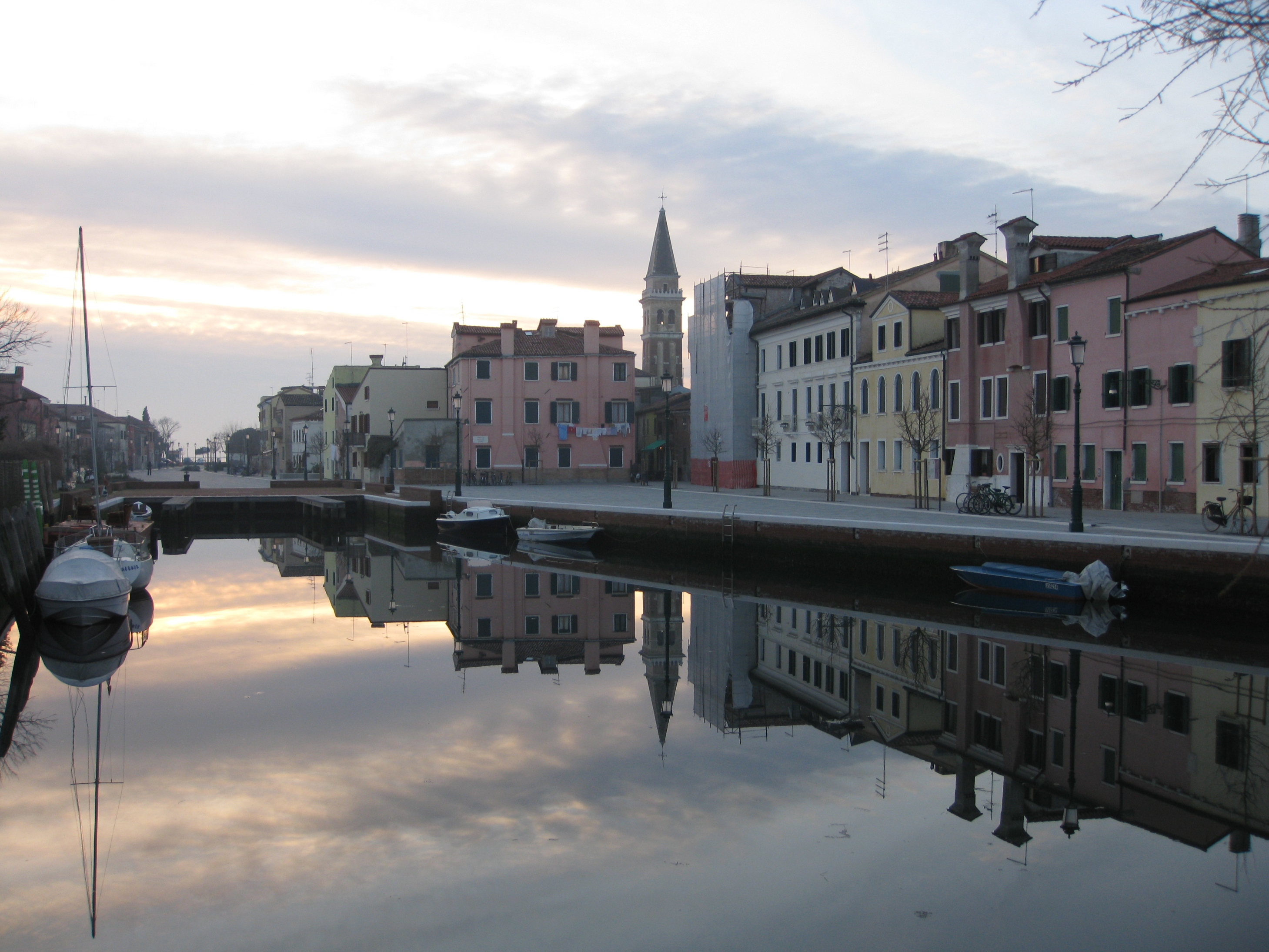
Malamocco.
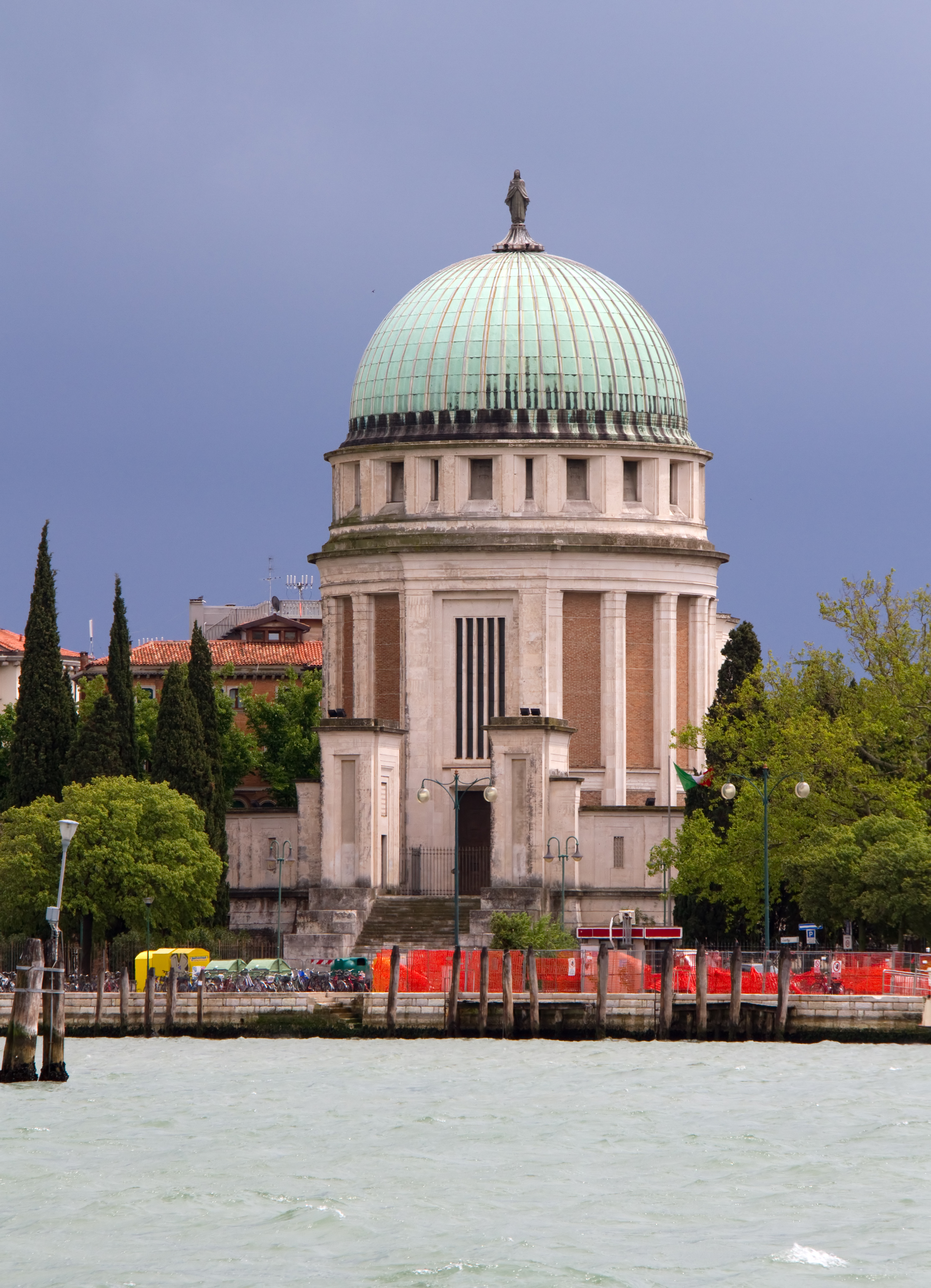
SM della Vittoria.
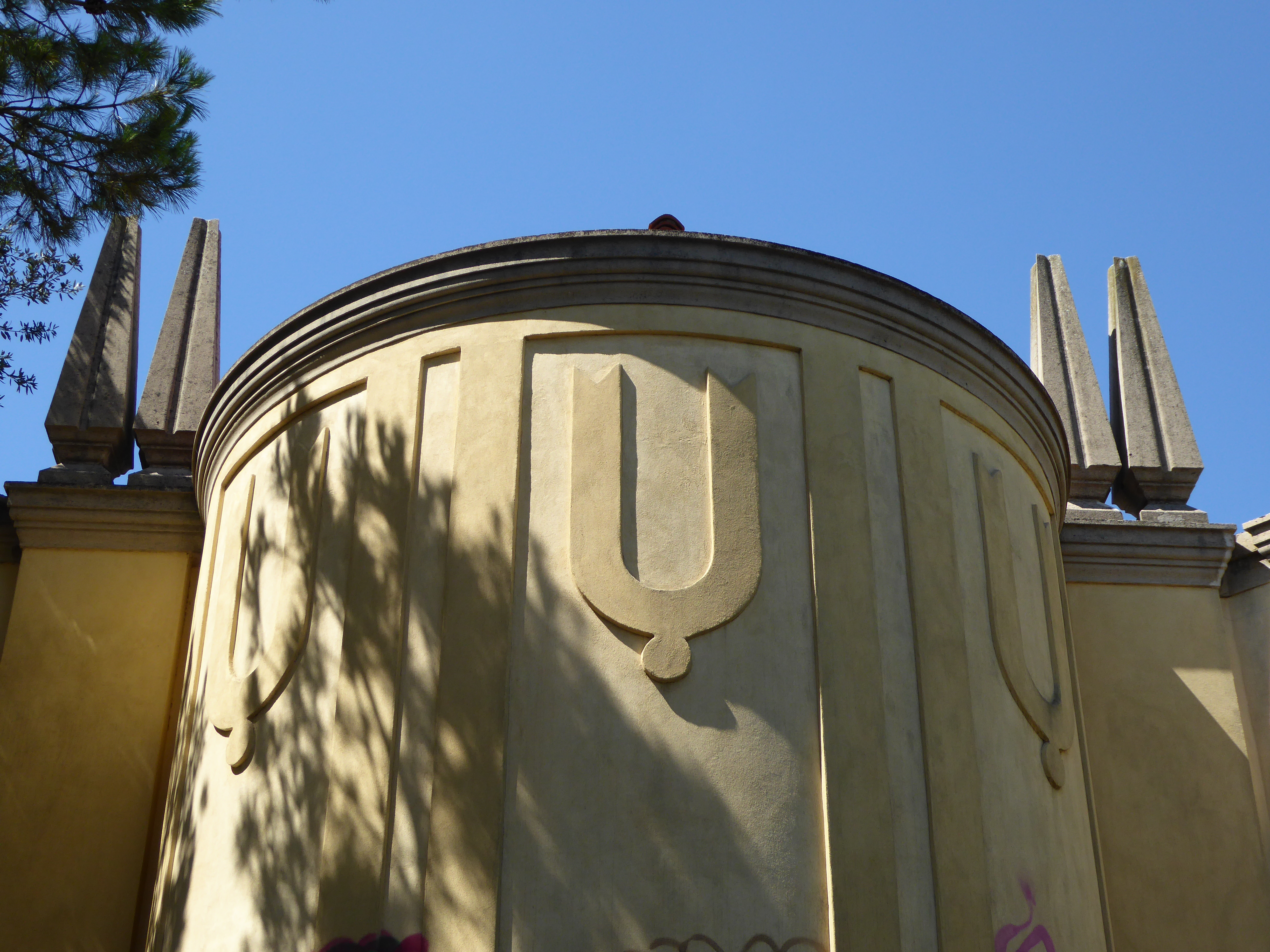
Planetario, ex-Luna-Park.
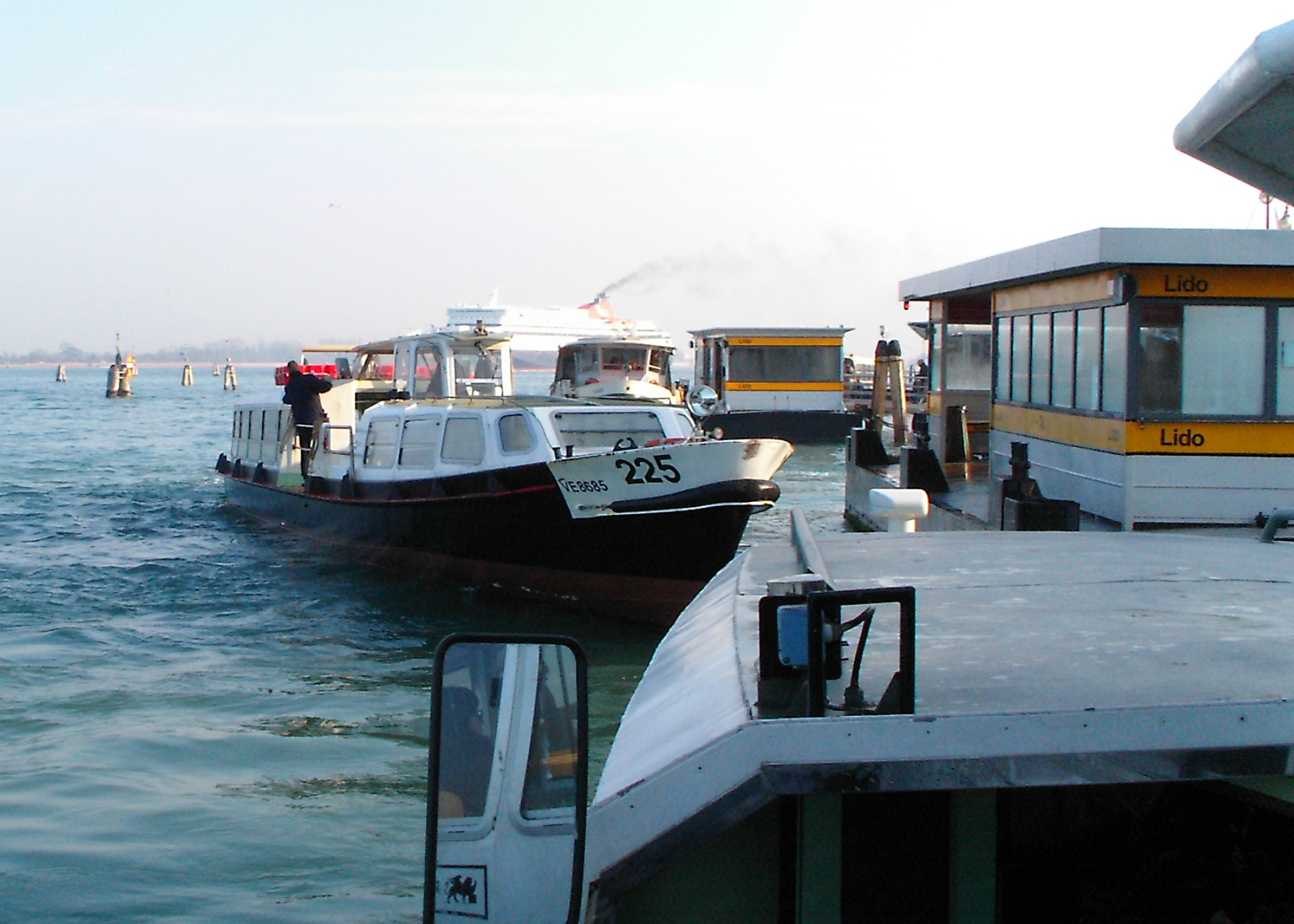
S.Maria Elisabetta gare vaporetto.
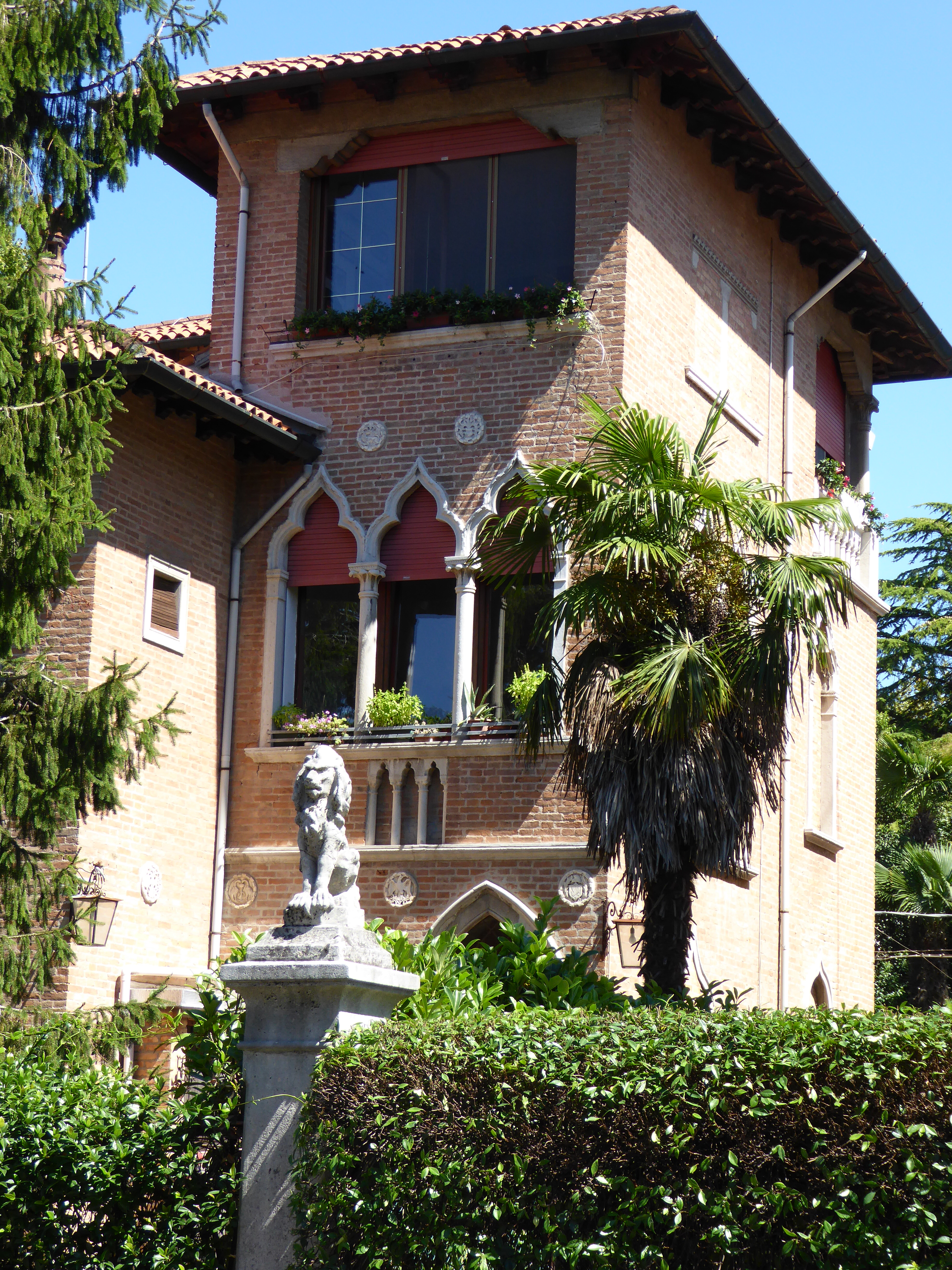
Villa Art déco au Lido.
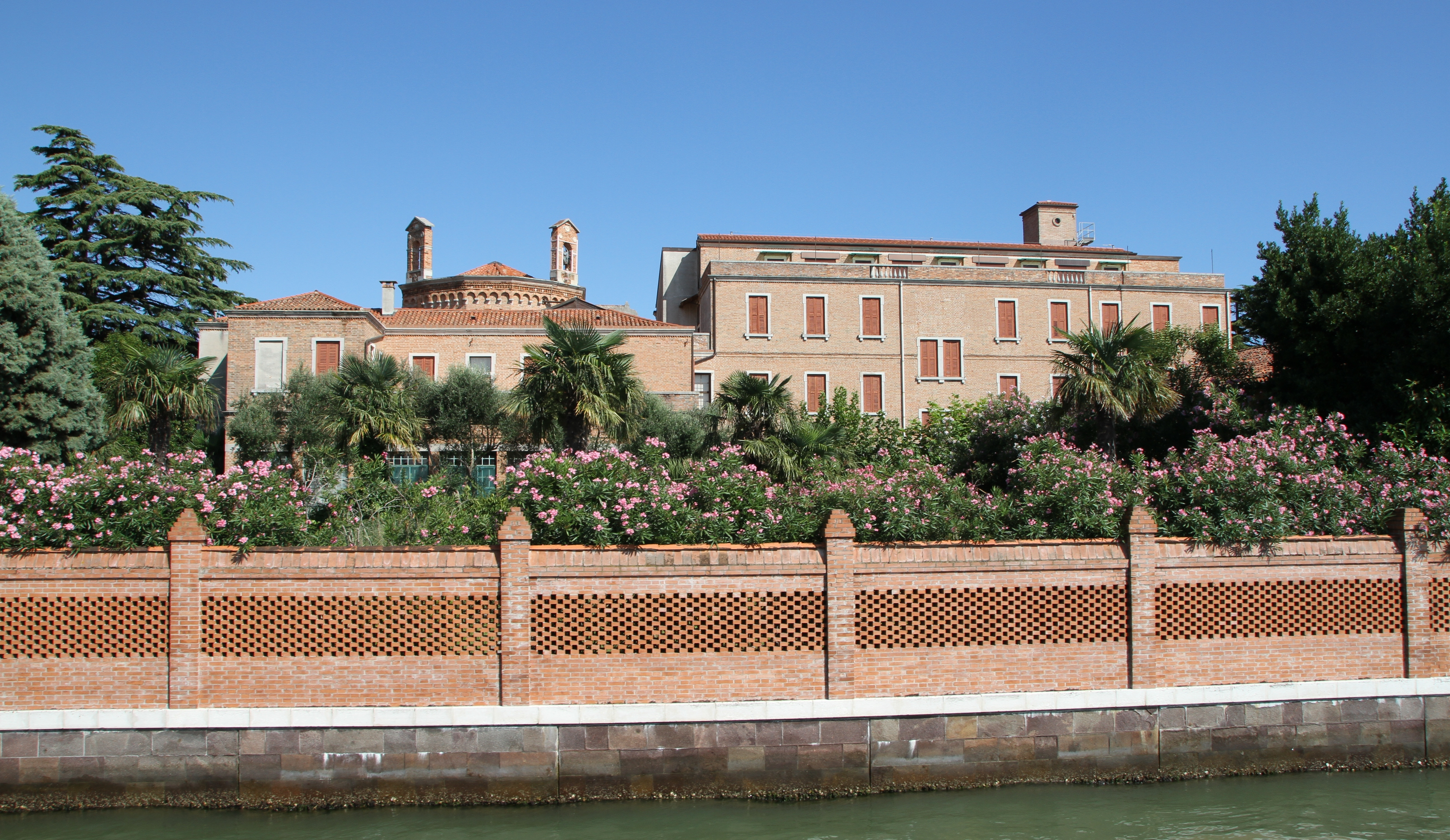
Monastère des filles du Cœur de Jésus.
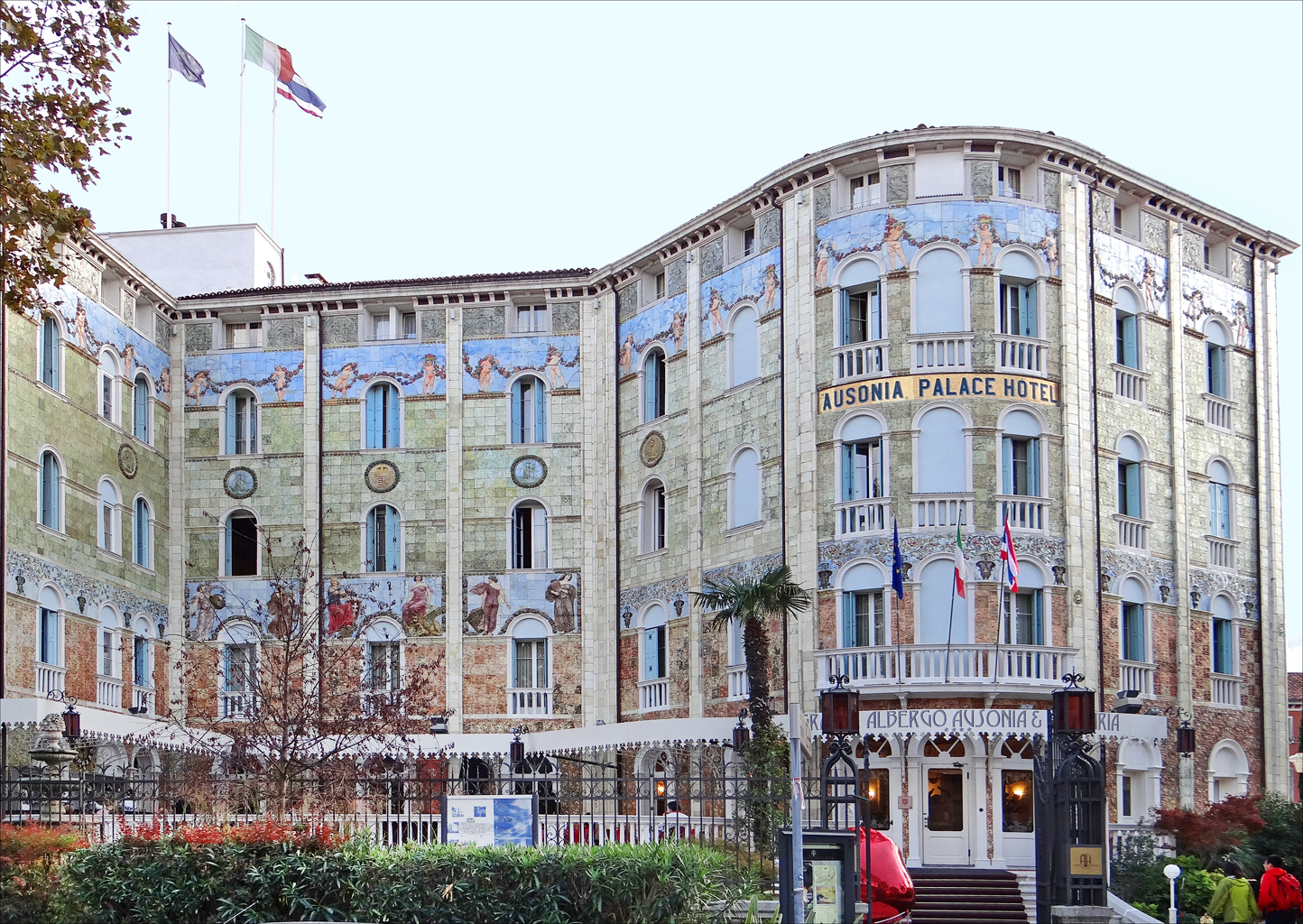
Ausonia Palace Hotel.
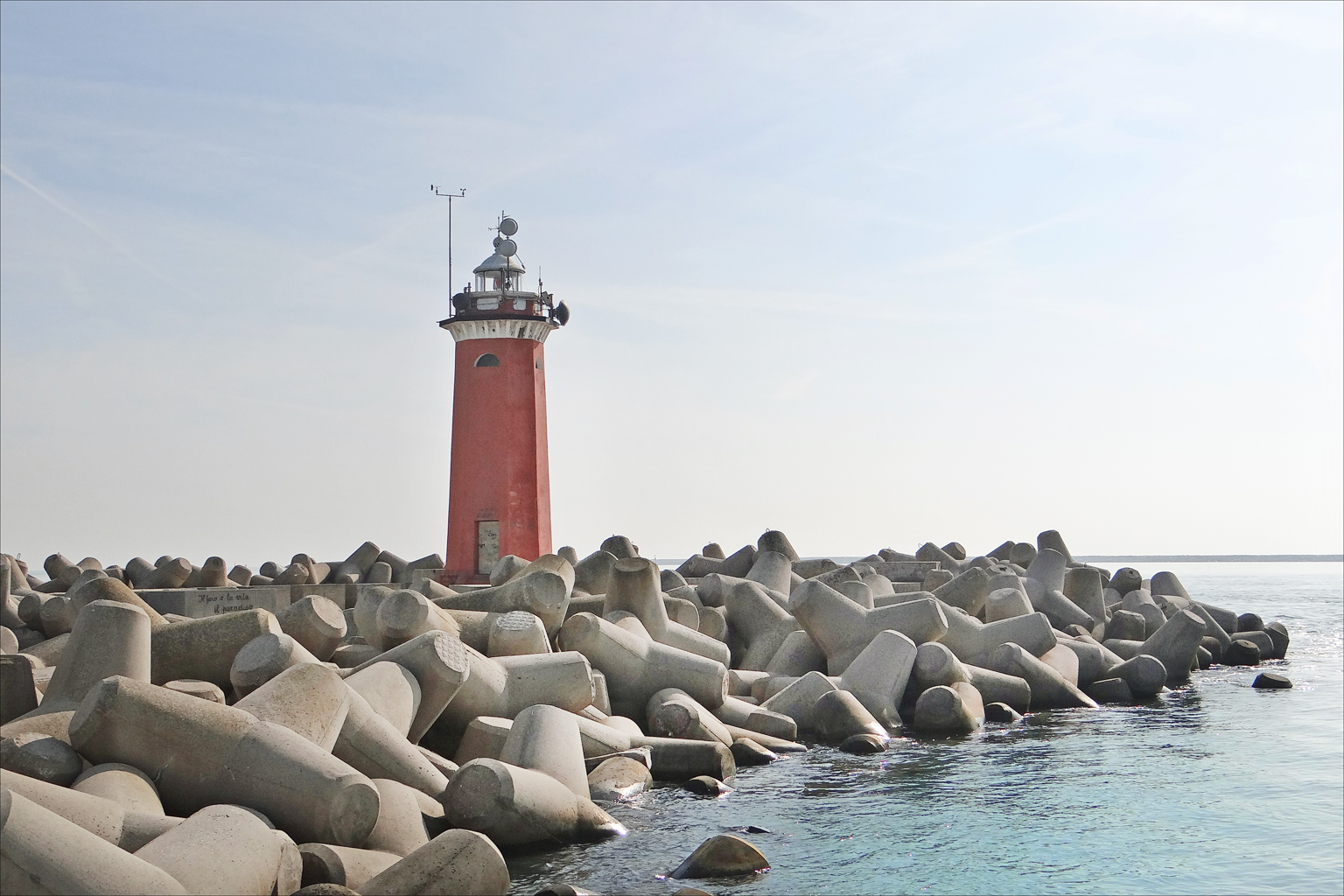
Phare de San Nicolo.
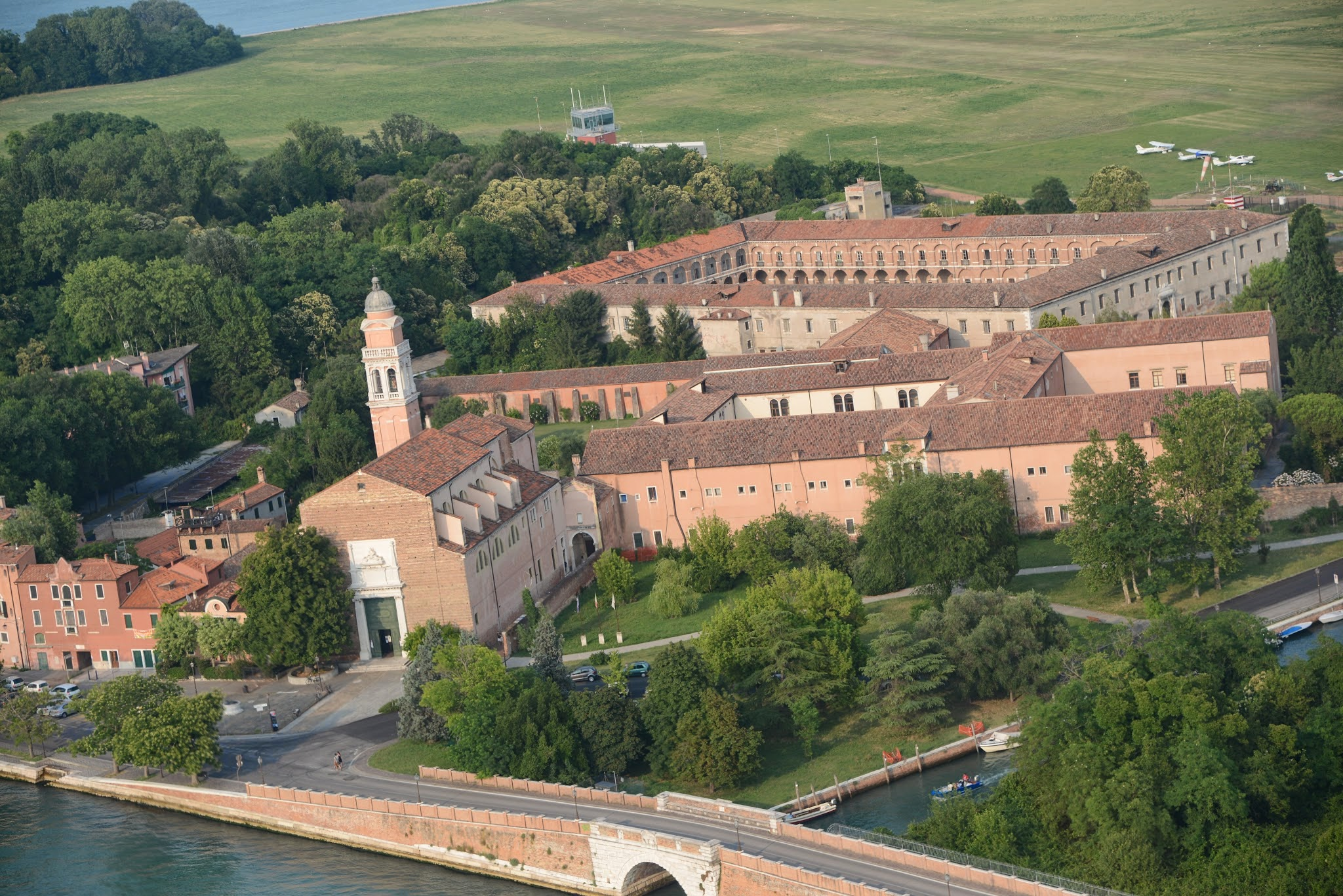
Caserne Guglielmo Pepe.

## Personnalités liées au Lido de Venise
- Gualtiero Galmanini (1909-1976), architecte et designer

## Sports
À Città Giardino sont présents un terrain de rugby et une patinoire (concours internationaux) et à Alberoni se trouve un grand terrain de golf. À Ca'Bianca se trouve une piscine olympique.
En outre, comme dans toutes les localités de la lagune sont présentes des sociétés de navigation pour la pratique de la rame, du canoë. Sont aussi pratiquées la pêche sportive et la plongée sous-marine.